# Anna De Toni
Anna De Toni (1976– ) olasz nemzetközi női labdarúgó-játékvezető. Polgári foglalkozása nőgyógyász.

## Pályafutása
Az FIGC Játékvezető Bizottságának (AIA - Italian Referee Association) minősítésével 2004-től a Serie C2. A FIFA JB kérésének megfelelő gyorsasággal a Serie B, majd Serie A játékvezető. Az első nő, aki az olasz férfi profi bajnokságban 2005. szeptember 24-én debütált. Küldési gyakorlat szerint rendszeres 4. bírói szolgálatot is végzett. A nemzeti női labdarúgó bajnokságban kiemelkedően foglalkoztatott bíró.
Az Olasz labdarúgó-szövetség JB terjesztette fel nemzetközi játékvezetőnek, a Nemzetközi Labdarúgó-szövetség (FIFA) 2004-től tartotta nyilván női bírói keretében. A FIFA JB központi nyelvei közül az angolt beszéli. Több nemzetek közötti válogatott (Női labdarúgó-világbajnokság, Női labdarúgó-Európa-bajnokság, Női Ázsia-kupa), valamint klubmérkőzést vezetett, vagy működő társának 4. bíróként segített. 2008-ban már nem szerepel a FIFA JB nyilvántartásában. Vezetett kupadöntők száma: 1
A 2004-es U19-es női labdarúgó-világbajnokságon a FIFA JB bíróként alkalmazta.
| Időpont            | Helyszín                 | Mérkőzés típusa              | Mérkőzés                                     | Eredmény | Nézők száma |
| ------------------ | ------------------------ | ---------------------------- | -------------------------------------------- | -------- | ----------- |
| 2004. november 13. | Nemzeti Stadion, Bangkok | csoportmérkőzés (A. csoport) | Kanada–Thaiföld                              | 7 – 0    | 5500        |
| 2004. november 21. | Nemzeti Stadion, Bangkok | egyik negyeddöntő            | Kanadai U19-es női labdarúgó-válogatott–Kína | 1 – 3    | 5400        |

A 2007-es női labdarúgó-világbajnokságon a FIFA JB játékvezetőként alkalmazta. Selejtező mérkőzést az UEFA zónában irányított. 
| Időpont            | Helyszín          | Mérkőzés típusa                     | Mérkőzés          | Eredmény |
| ------------------ | ----------------- | ----------------------------------- | ----------------- | -------- |
| 2005. november 12. | Donaustadion, Ulm | (2007 vb) előselejtező (4. csoport) | Németország–Svájc | 4 – 0    |

A 2009-es női labdarúgó-Európa-bajnokságon az UEFA JB játékvezetőként foglalkoztatta. 
| Időpont           | Helyszín               | Mérkőzés típusa                     | Mérkőzés                                 | Eredmény |
| ----------------- | ---------------------- | ----------------------------------- | ---------------------------------------- | -------- |
| 2007. november 1. | Kras Stadion, Volendam | (2009 eb) előselejtező (4. csoport) | Hollandia–Német női labdarúgó-válogatott | 0 – 1    |

A 2006-os női Ázsia-kupa labdarúgó-tornán az AFC JB felkérésére hivatalnokként működött.
| Időpont          | Helyszín                  | Mérkőzés típusa | Mérkőzés         | Eredmény | Nézők száma |
| ---------------- | ------------------------- | --------------- | ---------------- | -------- | ----------- |
| 2006. július 27. | Városi Stadion, Hindmarsh | egyik elődöntő  | Kína–Észak-Korea | 1 – 0    | 1000        |

Az UEFA JB küldésére több klubmérkőzés mellett vezette a Női UEFA-kupa döntőt.
| Időpont        | Helyszín                    | Mérkőzés típusa                                | Mérkőzés                                             | Eredmény | Nézők száma |
| -------------- | --------------------------- | ---------------------------------------------- | ---------------------------------------------------- | -------- | ----------- |
| 2005. május 15 | Olimpiai Stadion, Stockholm | 2004–2005-ös női UEFA-kupa döntő első mérkőzés | Djurgården Älvsjö (svéd)–FFC Turbine Potsdam (német) | 2 – 5    | 1382        |